# 利西夫希納 (日托米爾區)
50°10′5″N 28°57′56″E / 50.16806°N 28.96556°E
利西夫希納（烏克蘭語：Лісівщина），是烏克蘭北部的村莊，隸屬日托米爾州的日托米爾區。該村面積4平方公里，海拔高度213米，2001年人口40，人口密度每平方公里10人。